# 基督教臺南浸信會教堂
基督教臺南浸信會教堂，為中華民國臺南市中西區教堂，建於民國四十二年（1953年），為戰後初期所建西方教堂建築。2016年進行文化資產審查時，台南浸信會原不願被列為文化資產，尚待日後拆除重建，經協調後登錄為歷史建築。

## 沿革
民國41年（1952年），美南浸信會宣教士明俊德（Miss Bertha Smith）與張佩信創立台南浸信會，最初承租台南市議會的禮堂作為聚會場所。本教堂於民國42年（1953年）3月動土興建，同年5月17日舉行獻堂感恩禮拜。

## 建築特色
教堂門廊由四根方柱及四根附壁柱構成，柱頭有芼莨葉裝飾，雙斜坡屋頂，兩側各有八根扶壁，外牆以洗石子施作，為古典風格教堂建築，樸實典雅。內部木屋架保存良好，尚留有貓道，加上浸池、禮拜長椅等禮拜儀式設施，營造出獨有的歷史氛圍。

## 其他
基督教臺南浸信會教堂位於孔廟文化園區內，周遭有多處歷史性建築。並且與建興國中圍牆間，有福安坑溪流經，其河道仍可見。